# Le Bourget
Le Bourget ist eine französische Gemeinde mit 15.052 Einwohnern (Stand 1. Januar 2022) im Département Seine-Saint-Denis. Sie liegt nordöstlich der Hauptstadt Paris. Le Bourget gehört zum Kanton La Courneuve.
Auf dem Gemeindegebiet liegt teilweise der Flughafen Le Bourget der für folgendes bekannt ist:
- Internationale Luftfahrtmesse: Pariser Luftfahrtschau  (französisch Salon international de l’aéronautique et de l’espace, englisch Paris Air Show)
- Sitz der französischen Untersuchungsbehörde für Sicherheit der zivilen Luftfahrt BEA (Bureau d’enquêtes et d’analyses pour la sécurité de l’aviation civile, deutsch Untersuchungs- und Analysebüro für die Sicherheit der zivilen Luftfahrt)

Die Pariser Luftfahrtschau findet alle 2 Jahre statt und ist eine international wichtige Messe für Flugzeuge, Hubschrauber, Raumfahrt und verwandte Technologien. Die Concorde wurde auf dieser Messe der Öffentlichkeit erstmals vorgestellt. 2005 flog der A380 der Firma Airbus hier zum ersten Mal mit Fluggästen.
Ferner ist Le Bourget Standort eines der beiden Rangierbahnhöfe des Pariser Eisenbahnkomplexes. Ende 2015 fand in Le Bourget die 21. UN-Klimakonferenz statt.

## Baudenkmäler
Siehe: Liste der Monuments historiques in Le Bourget

## Persönlichkeiten
- Germinal Pierre Dandelin (1794–1847), belgischer Mathematiker